# صدقيا أوتينو
صدقيا أوتينو (بالإنجليزية: Zedekiah Otieno)‏ هو مدرب كرة قدم ولاعب كرة قدم كيني، ولد في 30 نوفمبر 1968 في كينيا. لعب مع نادي غور مايا.

## وصلات خارجية
- صدقيا أوتينو على موقع الاتحاد الدولي (مؤرشف)  (الإنجليزية)
- صدقيا أوتينو على موقع قاعدة بيانات كرة القدم.إي يو (الإنجليزية)